# شهرستان لیک (مینه‌سوتا)
شهرستان لیک، مینه‌سوتا (به انگلیسی: Lake County, Minnesota) شهرستانی در ایالات متحده آمریکا است که در مینه‌سوتا واقع شده‌است.